# Сеньковщинский сельсовет
Сенько́вщинский сельсовет (белор. Сянькоўшчынскі сельсавет; до 1996 года — Костровичский) — административная единица на территории Слонимского района Гродненской области Республики Беларусь. Административный центр — агрогородок Сеньковщина.

## География
В деревнях Сеньковщина и Шишки имеются рукотворные озёра. По границе возле деревень Комлевичи, Павловичи, Низ, Едначи протекает река Щара.

## История
Образован 12 октября 1940 года как Костровичский сельсовет в составе Зельвенского района Барановичской области БССР. Центр-деревня Костровичи. С 20 сентября 1944 года в составе Гродненской области. С 17 апреля 1962 года в Слонимском районе, с 30 июля 1966 года в составе восстановленного Зельвенского района. 18 марта 1967 года к сельсовету присоединена часть упразднённого Козловичского сельсовета (6 населённых пунктов: Бердовичи, Куцейки, Милованье, Сеньковщина, Шишки и Ягнещицы), сельсовет передан в состав Слонимского района. 17 июня 1996 года переименован в Сеньковщинский сельсовет, центр перенесён в деревню Сеньковщина.
8 января 2023 года Василевичский и Сеньковщинский сельсоветы Слонимского района Гродненской области объединены в одну административно-территориальную единицу — Сеньковщинский сельсовет. В состав Сеньковщинского сельсовета включена территория Василевичского сельсовета с расположенными на ней населёнными пунктами: агрогородок Василевичи, деревни Бабиничи, Воробьевичи, Гоньки, Задворье, Неростовичи, Новоселки, Поречье, Розановщина, Ходевичи.

## Состав
Сеньковщинский сельсовет включает 25 населённых пунктов:
- Бабиничи — деревня
- Байки — деревня
- Бердовичи — деревня
- Василевичи — агрогородок
- Воробьевичи — деревня
- Голи — деревня
- Гоньки — деревня
- Едначи — деревня
- Задворье — деревня
- Комлевичи — деревня
- Костровичи — деревня
- Куцейки — деревня
- Ломаши — деревня
- Лыски — деревня
- Милованье — деревня
- Новосёлки — деревня
- Неростовичи — деревня
- Низ — деревня
- Павловичи — деревня
- Поречье — деревня
- Розановщина — деревня
- Сеньковщина — агрогородок
- Ходевичи — деревня
- Шишки — деревня
- Ягнещицы — деревня

## Демография
По состоянию на 2011 год в 15 населённых пунктах проживало 1636 человек населения, из них в возрасте от 16 до 60 лет 653, старше 60 лет — 696, детей — 287. Всего домохозяйств — 838.

## Личные подсобные хозяйства
По состоянию на 1 января 2007 года в хозяйствах граждан имелась 171 корова, 608 свиней, 12 лошадей, 33 козы, 25 овец, 3587 голов птицы.

## Инфраструктура
В 9 из 15 деревень сельсовета: Сеньковщина, Куцейки, Ломаши, Костровичи, Голи, Едначи, Низ, Павловичи, Комлевичи — центральные улицы имеют асфальтовое покрытие, в деревнях Милование, Бердовичи, Шишки, Байки, Лыски — булыжное мощение, в деревне Ягнещицы — дороги с улучшенным гравийным покрытием. В деревнях Сеньковщина, Костровичи, Бердовичи, Милование, Куцейки есть водопровод. В деревнях Сеньковщина, Костровичи — канализация с очистными сооружениями. В деревнях Сеньковщина и Костровичи имеются поселковые котельные на природном газе, от которых отапливаются учреждения социальной сферы. Кроме этого, газифицировано природным газом 150 домов и квартир в многоквартирных домах.

## Производственная сфера
- СПК «Сеньковщина»
- Сеньковщинское лесничество
- Фермерское хозяйство «Людмила»

## Социально-культурная сфера
На территории сельсовета расположены учреждения культуры: Сеньковщинский центральный Дом культуры и Костровичский сельский Дом культуры, Бердовичский клуб фольклора, две сельские библиотеки в д. Сеньковщина и д. Костровичи.
Медицинские учреждения: Сеньковщинская СВА (сельская врачебная амбулатория), Костровичский и Низовский ФАПы (фельдшерско-акушерские пункты)
Учреждения образования: Сеньковщинская государственная общеобразовательная средняя школа, Костровичская государственная общеобразовательная базовая школа — сад, Сеньковщинский детский сад «Званочак»; Сеньковщинская детская музыкальная школа искусств.

## Памятные места
На территории сельсовета в деревнях Сеньковщина и Костровичи имеются братские могилы советских воинов погибших в Великую Отечественную войну.
В деревнях Низ и Павловичи есть могилы мирных жителей, расстрелянных немецко-фашистскими захватчиками.